# Lista celor mai lungi peșteri

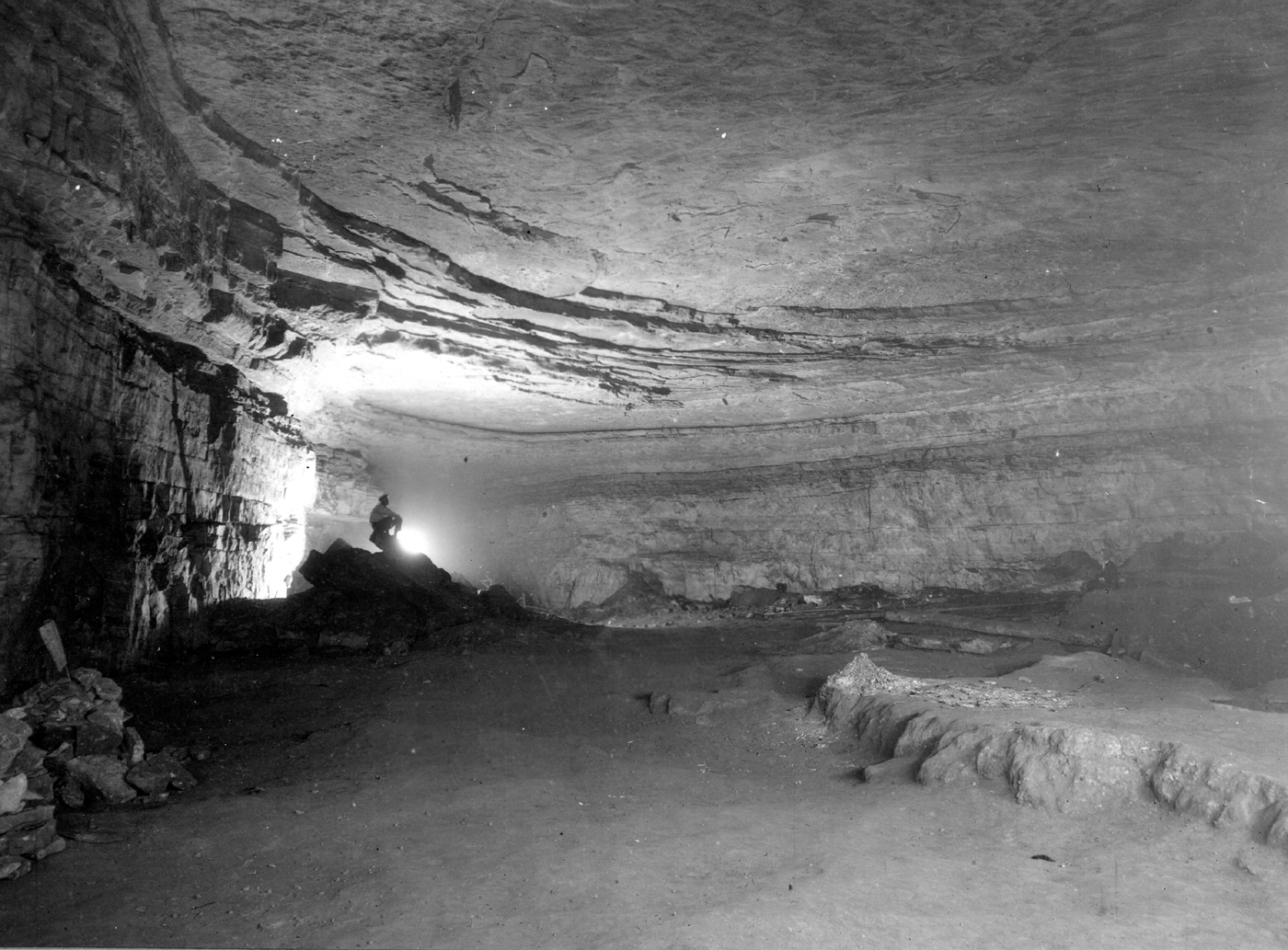
Peștera Mamutului din Statele Unite ale Americii, cea mai lungă peșteră din lume

Lista celor mai lungi peșteri clasifică cavitățile subterane formate în mod natural cu cel puțin o parte orizontală accesibilă (peșteri).
Peșterile se deosebesc de alte cavități subterane precum dolinele, care sunt de asemenea formate în mod natural, dar care nu includ o secțiune orizontală. În general, o peșteră se poate forma prin acțiunea apelor subterane în structuri minerale solubile în apă, în principal roci carbonatice (cavități carstice), precum ghips, anhidrit, dolomit, dar și sare gemă, gresie, cuarțit, gnais, granit, bazalt și unele conglomerate (cavități pseudocarstice). 
Cele mai mari peșteri sunt situate în calcar, care se dizolvă sub acțiunea apei de ploaie și a apelor subterane încărcate cu acid carbonic (H2CO3) și acizi organici naturali. Procesul de dizolvare generează o formă de relief distinctă, cunoscută sub numele de carst. Peșterile calcaroase sunt adesea împodobite cu formațiuni de carbonat de calciu produse prin precipitare lentă, precum stalactitele și stalagmitele.
Lista are două secțiuni, prima cuprinde peșterile din lume cu o lungime de peste 100 km, iar a doua cuprinde cele mai lungi peșteri din fiecare țară. În primul tabel, ordinea este descrecătoare, în funcție de lungime, iar în cel de-al doilea, sortarea este în funcție de continent și țară.

## Lista celor mai lungi peșteri din lume
| Loc | Imagine | Nume                                                                                          | Continent       | Lungime (km) | Locație                                  | Țară          | Coordonate                                              | Anul descoperirii | Observații                                                                                          | Note                    |
|     |         |                                                                                               |                 |              |                                          |               |                                                         |                   | |                         |
| --- | ------- | --------------------------------------------------------------------------------------------- | --------------- | ------------ | ---------------------------------------- | ------------- | ------------------------------------------------------- | ----------------- | --------------------------------------------------------------------------------------------------- | ----------------------- |
| 1   |         | Peștera Mamutului (în engleză Mammoth Cave)                                                   | America de Nord | 685,600      | Brownsville, Kentucky                    | Statele Unite | 37°11′15″N 86°06′13″W / 37.18758°N 86.10357°V           | 1791              | Parcul Național Peștera Mamutului, locație din Patrimoniul Mondial UNESCO și rezervație a biosferei | [ 1 ] [ 2 ] [ 3 ]       |
| 2   |         | Sistemul carstic Ox Bel Ha (în spaniolă Sistema Ox Bel Ha)                                    | America de Nord | 496,804      | Tulum, Quintana Roo                      | Mexic         | 20°09′37″N 87°29′15″W / 20.16028°N 87.48750°V           | 1996              | Rezervația biosferei Sian Ka'an (parțial)                                                           | [ 4 ] [ 5 ] [ 6 ] [ 7 ] |
| 3   |         | Peștera Shuanghe (în chineză: 双河溶洞, transliterat: Shuāng hé róngdòng)                     | Asia            | 437,434      | Guizhou                                  | China         | 28°14′31″N 107°16′34″E / 28.24199°N 107.27608°E         | 1988              | Parcul Național Suiyang Shuanghedong                                                                | [ 8 ]                   |
| 4   |         | Sistema Sac Actun / Sistema Dos Ojos (în spaniolă Sistema Sac Actun)                          | America de Nord | 386,122      | Tulum, Quintana Roo                      | Mexic         | 20°14′48″N 87°27′51″W / 20.246556°N 87.464111°V         | 1987              | –                                                                                                   | [ 7 ] [ 9 ]             |
| 5   |         | Peștera Jewel (în engleză Jewel Cave)                                                         | America de Nord | 354,59       | Custer, Dakota de Sud                    | Statele Unite | 43°43′46″N 103°49′46″W / 43.72944°N 103.82944°V         | 1900              | Parcul Național Peștera Jewel                                                                       | [ 10 ] [ 11 ]           |
| 6   |         | Peștera Wind (în engleză Wind Cave)                                                           | America de Nord | 269,565      | Hot Springs, Dakota de Sud               | Statele Unite | 43°33′29″N 103°28′46″W / 43.55804°N 103.47955°V         | 1881              | Parcul Național Peștera Wind                                                                        | [ 12 ]                  |
| 7   |         | Peștera Optîmistîcina (în ucraineană Оптимістична печера, transliterat: Optîmistîcina pecera) | Europa          | 264,576      | Korolivka, Raionul Borșciv               | Ucraina       | 48°44′20″N 25°59′22″E / 48.738830378°N 25.989496042°E   | 1966              | Parcul Național Natural „Defileul Nistrului”                                                        | [ 1 ] [ 2 ]             |
| 8   |         | Sistemul carstic Clearwater (în engleză Clearwater Cave System)                               | Asia            | 255,934      | Miri, Sarawak                            | Malaysia      | 4°03′55″N 114°49′54″E / 4.06529°N 114.83176°E           | 1978              | Parcul Național Gunung Mulu, Locație din Patrimoniul Mondial UNESCO                                 | [ 1 ] [ 2 ]             |
| 9   |         | Peștera Lechuguilla (în engleză Lechuguilla Cave)                                             | America de Nord | 244,790      | Carlsbad, New Mexico                     | Statele Unite | 32°11′26″N 104°30′12″W / 32.1906420°N 104.5033091°V     | 1900              | Parcul Național Carlsbad Caverns                                                                    | [ 13 ] [ 14 ]           |
| 10  |         | Sistemul carstic Fisher Ridge (în engleză Fisher Ridge Cave System)                           | America de Nord | 215,908      | Brownsville, Kentucky                    | Statele Unite | 37°11′30″N 85°58′48″W / 37.191736°N 85.980122°V         | 1981              | Parcul Național Peștera Mamutului (parțial)                                                         | [ 15 ]                  |
| 11  |         | Sistemul carstic Alto del Tejuelo (în spaniolă Sistema Alto del Tejuelo)                      | Europa          | 213,747      | Cantabria                                | Spania        | 43°15′11″N 3°40′51″W / 43.2530670°N 3.6807990°V         | 1965              | –                                                                                                   | [ 16 ]                  |
| 12  |         | Sistemul carstic Hölloch (în germană Hölloch)                                                 | Europa          | 212,145      | Muotathal, Cantonul Schwyz               | Elveția       | 46°58′36″N 8°47′18″E / 46.976670°N 8.788330°E           | 1875              | –                                                                                                   | [ 1 ] [ 2 ]             |
| 13  |         | Peștera Siebenhengste-Hohgant (în germană Siebenhengste-Hohgant-Höhle)                        | Europa          | 164,500      | Cantonul Berna                           | Elveția       | 46°47′02″N 7°54′04″E / 46.783822°N 7.901231°E           | 1966              | –                                                                                                   | [ 1 ] [ 2 ]             |
| 14  |         | Sistemul de peșteri Schönberg (în germană Schönberg-Höhlensystem)                             | Europa          | 156,942      | între Austria Superioară și Stiria       | Austria       | 47°42′06″N 13°46′20″E / 47.701528°N 13.772333°E         | 1976              | –                                                                                                   | [ 17 ] [ 18 ] [ 19 ]    |
| 15  |         | Sistemul de peșteri Mortillano (în spaniolă Sistema del Mortillano)                           | Europa          | 146,500      | Cantabria                                | Spania        | 43°13′51″N 3°33′43″W / 43.23082°N 3.56197°V             | 1960              | –                                                                                                   | [ 20 ]                  |
| 16  |         | Peștera Ozerna (în ucraineană Печера «Озерна», transliterat: Pecera «Ozerna»)                 | Europa          | 143,962      | Raionul Ciortkiv, Regiunea Ternopil      | Ucraina       | 48°45′52″N 25°57′57″E / 48.7644444°N 25.9658330555°E    | 1940              | –                                                                                                   | [ 21 ]                  |
| 17  |         | Peștera Steinbrücken (în engleză Steinbrücken Cave)                                           | Europa          | 137,746      | Salzkammergut                            | Austria       | 47°39′43″N 13°48′11″E / 47.661940°N 13.803060°E         | 1929              | –                                                                                                   | [ 18 ]                  |
| 18  |         | Rețeaua carstică Félix Trombe - Henne Morte (în franceză Réseau Félix Trombe - Henne Morte)   | Europa          | 127,521      | Arbas, Haute-Garonne                     | Franța        | 42°58′21″N 0°51′59″E / 42.97250°N 0.86639°E             | 1908              | –                                                                                                   | [ 22 ]                  |
| 19  |         | Sistemul carstic Marosakabe (în engleză Marosakabe cave system)                               | Africa          | 124,255      |                                          | Madagascar    | 16°27′07″S 45°20′08″E / 16.45189°S 45.33543°E           | 2006              | Rezervația Naturală Tsingy de Namoroka                                                              | [ 23 ] [ 24 ]           |
| 20  |         | Peștera Bullita (în engleză Bullita Cave)                                                     | Oceania         | 123,0        | Teritoriul de Nord                       | Australia     | 16°03′48″S 130°23′00″E / 16.06333°S 130.38333°E         | 1990              | Parcul Național Judbarra                                                                            | [ 1 ] [ 2 ] [ 25 ]      |
| 21  |         | Sistemul de peșteri Gándara (în spaniolă Sistema de la Gándara)                               | Europa          | 119,0        | Cantabria                                | Spania        | 43°11′34″N 3°34′46″W / 43.1927260°N 3.5794850°V         | 2005              | –                                                                                                   | [ 26 ] [ 27 ]           |
| 22  |         | Peștera Hirlatz (în germană Hirlatzhöhle)                                                     | Europa          | 117,840      | Salzkammergut                            | Austria       | 47°32′42″N 13°37′51″E / 47.544975°N 13.630953°E         | 1949              | –                                                                                                   | [ 18 ]                  |
| 23  |         | Toca da Boa Vista (în portugheză Toca da Boa Vista)                                           | America de Sud  | 114,0        | Campo Formoso, Bahia                     | Brazilia      | 10°09′45″S 40°51′35″W / 10.1625251°S 40.8597012°V       | 1987              | –                                                                                                   | [ 28 ]                  |
| 24  |         | Peștera Helms Deep (în engleză Helms Deep Cave)                                               | America de Nord | 112,847      | Perry County, Tennessee                  | Statele Unite | proprietate privată                                     | 1970              | –                                                                                                   | [ 15 ] [ 29 ]           |
| 25  |         | Ojo Guareña (în spaniolă Ojo Guareña)                                                         | Europa          | 111,0        | Merindad de Sotoscueva, Castilia și León | Spania        | 43°02′02″N 3°37′50″W / 43.03376°N 3.63059°V             | 1956              | Aria Protejată Ojo Guareña (arie specială de conservare – SAC, sit de importanță comunitară – SCI)  | [ 30 ] [ 31 ]           |
| 26  |         | Sistemul de peșteri K'oox Baal / Tux Kupaxa (în spaniolă Sistema K'oox Baal / Tux Kupaxa)     | America de Nord | 103,803      | Tulum, Quintana Roo                      | Mexic         | 20°22′21″N 87°25′02″W / 20.372622°N 87.417239°V         | 1987              | –                                                                                                   | [ 7 ] [ 9 ] [ 32 ]      |
| 27  |         | Sistemul de peșteri Purificación (în spaniolă Sistema Purificación)                           | America de Nord | 101,413      | Tamaulipas                               | Mexic         | 24°04′03.30″N 99°33′54.93″V / 24.0675833°N 99.5652583°V | 1970              | –                                                                                                   | [ 7 ] [ 33 ]            |
| 28  |         | Sistemul de peșteri Huautla (în spaniolă Sistema Huautla)                                     | America de Nord | 100,242      | Oaxaca                                   | Mexic         | 18°07′16.37″N 96°48′00.03″V / 18.1212139°N 96.8000083°V | 1965              | –                                                                                                   | [ 7 ] [ 34 ]            |

## Lista celor mai lungi peșteri din fiecare țară
| Imagine | Nume | Continent                 | Țară                        | Lungime (km) | Coordonate                                                | Anul descoperirii | Observații                                         | Note                        |
|         | |                           |                             |              |                                                           |                   |                                                    |                             |
| ------- | --- | ------------------------- | --------------------------- | ------------ | --------------------------------------------------------- | ----------------- | -------------------------------------------------- | --------------------------- |
|         | Apocalypse Pothole (în engleză Apocalypse Pothole)                                                                   | Africa                    | Africa de Sud               | 12,302       | 26°16′11.04″S 27°17′37.38″E / 26.2697333°S 27.2937167°E   | –                 | –                                                  |                             |
|         | Peștera Boumâaza (în franceză Ghar Boumâaza, în arabă غار بومعزة, transliterat: Ghar bumeiza)                        | Africa                    | Algeria                     | 18,400       | 34°42′00″N 1°18′41″W / 34.7001°N 1.31136°V                | –                 | Parcul Național Tlemcen                            | [ 1 ] [ 2 ]                 |
|         | Peștera Tchivinguiro (în portugheză Gruta do Tchivinguiro)                                                           | Africa                    | Angola                      | 1,230        | 15°09′50″S 13°17′50″E / 15.16389°S 13.29722°E             | –                 | –                                                  | [ 35 ]                      |
|         | Peștera Mugobo (în franceză Grotte de Mugobo)                                                                        | Africa                    | Burundi                     | 0,090        | 03°26′15″S 30°36′15″E / 3.43750°S 30.60417°E              | –                 | –                                                  | [ 36 ]                      |
|         | Peștera Gaskin (în engleză Gaskin cave)                                                                              | Africa                    | Camerun                     | 0,450        | 4°11′45″N 9°11′57″E / 4.1958°N 9.1992°E                   | –                 | Parcul Național Mount Cameroon                     | [ 37 ]                      |
|         | Bourdout Oumou (în franceză Bourdout Oumou)                                                                          | Africa                    | Ciad                        | 0,115        | 17°11′00″N 21°35′00″E / 17.18333°N 21.58333°E             | –                 | –                                                  | [ 38 ]                      |
|         | Panga Nyamaoui (în franceză Panga Nyamaoui)                                                                          | Africa                    | Comore                      | 0,810        | 11°24′33″S 43°17′05″E / 11.40917°S 43.28472°E             | –                 | –                                                  | [ 39 ]                      |
|         | Peștera Nkila-Ntari (în franceză Grotte de Nkila-Ntari)                                                              | Africa                    | Congo                       | 1,500        | 4°07′13″S 13°51′10″E / 4.120278°S 13.852778°E             | –                 | –                                                  | [ 40 ]                      |
|         | Peștera Ngovo (în franceză Grotte de Ngovo)                                                                          | Africa                    | Republica Democratică Congo | 9,522        | 5°18′07″S 14°56′14″E / 5.3019°S 14.9373°E                 | –                 | –                                                  | [ 41 ]                      |
|         | Peștera Gobholo (în engleză Gobholo cave)                                                                            | Africa                    | Eswatini                    | 1,099        | 26°21′26″S 31°10′10″E / 26.35721°S 31.16932°E             | 2012              | –                                                  | [ 42 ]                      |
|         | Peștera Wadi Sanur (în arabă كهف وادي سنور, transliterat: Kahf wadi sanur)                                           | Africa                    | Egipt                       | 0,275        | 28°37′23″N 31°17′11″E / 28.62306°N 31.28639°E             | –                 | –                                                  | [ 43 ] [ 44 ]               |
|         | Peștera Sof Omar (în amharică ሶፍ-ዑመር)                                                                                | Africa                    | Etiopia                     | 15,100       | 6°54′22.7″N 40°50′41.6″E / 6.906306°N 40.844889°E         | 1972              | –                                                  | [ 1 ] [ 2 ]                 |
|         | Peștera Mbenaltembe (în engleză Mbenaltembe cave)                                                                    | Africa                    | Gabon                       | 2,380        | 2°20′32″S 11°35′20″E / 2.34222°S 11.58889°E               | 2008              | –                                                  | [ 45 ]                      |
|         | Peștera Caracas (în spaniolă Cueva Caracas)                                                                          | Africa                    | Guineea Ecuatorială         | 0,036        | 02°09′00″N 11°19′00″E / 2.15000°N 11.31667°E              | 1967              | –                                                  | [ 1 ] [ 2 ]                 |
|         | Peștera Leviathan (în engleză Leviathan Cave)                                                                        | Africa                    | Kenya                       | 9,152        | 02°40′49″S 37°52′49″E / 2.68028°S 37.88028°E              | 1975              | Parcul Național Chyulu Hills                       | [ 1 ] [ 2 ] [ 46 ] [ 47 ]   |
|         | Peștera Umm al Masabih (în arabă أم المصابيح)                                                                        | Africa                    | Libia                       | 3,593        | 32°04′06″N 12°41′40″E / 32.06833°N 12.69444°E             | –                 | –                                                  | [ 48 ]                      |
|         | Sistemul carstic Marosakabe (în engleză Marosakabe cave system)                                                      | Africa                    | Madagascar                  | 124,255      | 16°27′07″S 45°20′08″E / 16.45189°S 45.33543°E             | 2006              | Rezervația Naturală Tsingy de Namoroka             | [ 23 ]                      |
|         | Peștera Win Timdouine (în franceză Grotte de Win-Timdouine)                                                          | Africa                    | Maroc                       | 19,128       | 30°40′49″N 9°20′41″V / 30.68028°N 9.34472°V               | –                 | –                                                  | [ 1 ] [ 2 ]                 |
|         | Peștera Codzo [în engleză Khodzu (Codzo) cave]                                                                       | Africa                    | Mozambic                    | 0,942        | 18°33′53″S 34°52′00″E / 18.56472°S 34.86666°E             | –                 | –                                                  | [ 49 ]                      |
|         | Peștera Arnhem (în engleză Arnhem Cave)                                                                              | Africa                    | Namibia                     | 4,500        | 22°42′05″S 18°05′47″E / 22.70138°S 18.09638°E             | –                 | –                                                  | [ 50 ]                      |
|         | Peștera Ogbunike (în engleză Ogbunike Cave)                                                                          | Africa                    | Nigeria                     | 0,350        | 06°11′11″N 06°54′21″E / 6.18639°N 6.90583°E               | –                 | –                                                  | [ 51 ] [ 52 ]               |
|         | Peștera Ubuvumo Bwibihonga (în engleză Ubuvumo Bwibihonga)                                                           | Africa                    | Rwanda                      | 4,530        | 01°38′53.2″S 29°22′42.5″E / 1.648111°S 29.378472°E        | –                 | –                                                  | [ 53 ]                      |
|         | Peștera Nan'goma (în engleză Nan'goma Cave)                                                                          | Africa                    | Tanzania                    | 7,510        | 8°30′41.2″S 38°53′0.7″E / 8.511444°S 38.883528°E          | –                 | [ 54 ]                                             |                             |
|         | Peștera Mine (în engleză Cave Mine)                                                                                  | Africa                    | Tunisia                     | 4,100        | 35°56′48.21″N 09°34′45.02″E / 35.9467250°N 9.5791722°E    | –                 | [ 55 ]                                             |                             |
|         | Peștera Garama (în engleză Garama cave)                                                                              | Africa                    | Uganda                      | 0,342        | 1°21′24″S 29°37′52″E / 1.35670°S 29.63112°E               | –                 | Parcul Național Mgahinga                           | [ 56 ]                      |
|         | Peștera Batze (în engleză Batze Cave)                                                                                | Africa                    | Zimbabwe                    | 1,037        | 17°10′02″S 29°11′01″E / 17.1672°S 29.1836°E               | –                 | –                                                  | [ 1 ] [ 2 ] [ 57 ]          |
|         | Peștera lui Ben (în engleză Ben's Cave)                                                                              | America de Nord (Caraibe) | Bahamas                     | 10,363       | 26°36′20″N 78°24′07″W / 26.60544°N 78.40183°V             |                   | Parcul Național Lucayan                            | [ 58 ]                      |
|         | Peștera Tunkul, Sistemul carstic Chiquibul (în engleză Chiquibul Cave System)                                        | America de Nord (Caraibe) | Belize                      | 39,0         | 16°39′53″N 89°05′22″W / 16.6645860°N 89.0895238°V         |                   | Parcul Național Chiquibul                          | [ 1 ]                       |
|         | Gran Caverna de Palmarito (în spaniolă Gran Caverna de Palmarito)                                                    | America de Nord (Caraibe) | Cuba                        | 54           | 22°38′36″N 83°44′01″W / 22.6434673°N 83.7335970°V         |                   | –                                                  | [ 1 ] [ 2 ]                 |
|         | Grota Marie-Jeanne (în franceză Grotte Marie-Jeanne)                                                                 | America de Nord (Caraibe) | Haiti                       | 5,3          | 18°15′16″N 74°05′39″W / 18.254543°N 74.094270°V           |                   | –                                                  | [ 59 ]                      |
|         | Peștera Gourie (în engleză Gourie Cave)                                                                              | America de Nord (Caraibe) | Jamaica                     | 3,505        | 18°11′40″N 77°30′38″V / 18.19444°N 77.51056°V             |                   | –                                                  | [ 60 ]                      |
|         | Sistema del Rio Encantado (în spaniolă Sistema del Rio Encantado)                                                    | America de Nord (Caraibe) | Puerto Rico                 | 21,770       | 18°20′37″N 66°31′46″V / 18.34361°N 66.52944°V             |                   | –                                                  | [ 1 ] [ 2 ]                 |
|         | Peștera Gura Iadului [în spaniolă Boca del Infierno (cueva Fun-Fun)]                                                 | America de Nord (Caraibe) | Republica Dominicană        | 9,3          | 18°47′20″N 69°25′11″W / 18.788807°N 69.4195916°V          |                   | –                                                  | [ 61 ]                      |
|         | Peștera Castleguard (în engleză Castleguard Cave)                                                                    | America de Nord           | Canada                      | 21,311       | 52°04′38″N 117°12′48″W / 52.07718°N 117.21322°V           | –                 | Parcul Național Banff                              | [ 62 ] [ 63 ]               |
|         | Sistemul carstic Cerro Corredor (în spaniolă Sistema kárstico del Cerro Corredor)                                    | America de Nord           | Costa Rica                  | 3,872        | 8°39′36″N 82°54′36″W / 8.6600°N 82.9100°V                 | –                 | –                                                  | [ 64 ]                      |
|         | Peștera Quebrada Susmay (în spaniolă Cueva de la Quebrada Susmay)                                                    | America de Nord           | Honduras                    | 6,690        | 14°58′56.24″N 86°02′55.44″V / 14.9822889°N 86.0487333°V   | –                 | –                                                  | [ 65 ]                      |
|         | Sistemul carstic Ox Bel Ha (în spaniolă Sistema Ox Bel Ha)                                                           | America de Nord           | Mexic                       | 496,804      | 20°09′37″N 87°29′15″W / 20.16028°N 87.48750°V             | 1996              | –                                                  | [ 4 ] [ 5 ]                 |
|         | Peștera subterană Old Bank (în engleză Ol' Bank Underworld Cave)                                                     | America de Nord           | Panama                      | 1,146        | 9°18′04″N 82°08′14″W / 9.301034°N 82.137244°V             | –                 | Parcul Național Marin al Insulei Bastimentos       | [ 66 ]                      |
|         | Peștera Mamutului (în engleză Mammoth Cave)                                                                          | America de Nord           | Statele Unite               | 685,6        | 37°11′15″N 86°06′13″W / 37.18758°N 86.10357°V             | 1791              | Parcul Național Peștera Mamutului                  | [ 1 ] [ 2 ] [ 3 ]           |
|         | Caverna del Templo (în spaniolă Caverna del Templo\|Caverna del Templo)                                              | America de Sud            | Argentina                   | 3,432        | 38°36′40″S 70°23′21″W / 38.611111°S 70.389167°V           | –                 | Aria Naturală Protejată Cuchillo Curá              | [ 67 ]                      |
|         | Peștera Umajalanta (în spaniolă Caverna de Umajalanta)                                                               | America de Sud            | Bolivia                     | 4,6          | 18°06′52″S 65°48′42″W / 18.1145°S 65.8116°V               | [ 68 ]            | –                                                  |                             |
|         | Toca da Boa Vista (în portugheză Toca da Boa Vista)                                                                  | America de Sud            | Brazilia                    | 114,0        | 10°09′45″S 40°51′35″W / 10.1625251°S 40.8597012°V         | 1987              | –                                                  | [ 28 ]                      |
|         | Sistemul carstic Roiho (în spaniolă Roiho system)                                                                    | America de Sud            | Chile                       | 6,350        | 27°06′52″S 109°24′12″W / 27.114452°S 109.40324°V          |                   | –                                                  | [ 69 ]                      |
|         | Peștera Hipocampo (în spaniolă Cueva del Hipocampo)                                                                  | America de Sud            | Columbia                    | 2,021        | 6°03′36″N 73°50′24″W / 6.059954°N 73.840134°V             |                   | –                                                  | [ 70 ]                      |
|         | Sistemul carstic Sylvana (în spaniolă Systema Sylvana)                                                               | America de Sud            | Ecuador                     | 4,1          | 0°37′23″S 90°22′06″W / 0.623017°S 90.368254°V             |                   | Parcul Național Galápagos                          | [ 1 ]                       |
|         | Tragadero de Parjugsha Grande (în spaniolă Tragadero de Parjugsha Grande)                                            | America de Sud            | Peru                        | 4,070        | 6°18′05″S 77°44′15″W / 6.30143°S 77.73762°V               |                   | –                                                  | [ 71 ]                      |
|         | Grotele de la Salamanca (în spaniolă Grutas of Salamanque)                                                           | America de Sud            | Uruguay                     | 0,300        | 34°04′42.03″S 54°36′26.42″V / 34.0783417°S 54.6073389°V   |                   | –                                                  | [ 72 ]                      |
|         | Peștera El Samán (în spaniolă Cueva El Samán)                                                                        | America de Sud            | Venezuela                   | 18,148       | 10°47′53″N 72°25′52″W / 10.798°N 72.431°V                 | –                 | –                                                  | [ 73 ]                      |
|         | Peștera Ab Bar Amada (în engleză Ab Bar Amada cave)                                                                  | Asia                      | Afganistan                  | 1,220        | 35°14′45″N 69°10′48″E / 35.245800°N 69.180000°E           |                   | –                                                  | [ 74 ]                      |
|         | Peștera Umm Jirsan (în engleză Umm Jirsan System)                                                                    | Asia                      | Arabia Saudită              | 1,481        | 25°35′19″N 39°45′25″E / 25.58861°N 39.75694°E             | 2007              | –                                                  | [ 75 ]                      |
|         | Peștera Urșilor (Arjeri qarandzav) [în engleză Arjeri qarandzav (Bears cave)]                                        | Asia                      | Armenia                     | 3,500        | 39°42′36″N 45°14′38″E / 39.7099028°N 45.243970°E          | –                 | –                                                  | [ 76 ]                      |
|         | Roung Dei Ho–Thom Ken (în engleză Roung Dei Ho–Thom Ken)                                                             | Asia                      | Cambodgia                   | 2,036        | 10°37′01″N 104°14′34″E / 10.61684°N 104.2429°E            | –                 | –                                                  | [ 77 ]                      |
|         | Peștera Shuanghe (în chineză: 双河溶洞, transliterat: Shuāng hé róngdòng)                                            | Asia                      | China                       | 437,434      | 28°14′31″N 107°16′34″E / 28.24199°N 107.27608°E           | 1988              | Parcul Național Suiyang Shuanghedong               | [ 8 ]                       |
|         | Peștera Billemot din Jeju Eoeum-ri (în coreeană 제주 어음리 빌레못동굴, transliterat: Jeju eoeumli billemosdong-gul) | Asia                      | Coreea de Sud               | 11,749       | 33°23′15″N 126°24′33″E / 33.3874°N 126.4092°E             |                   | –                                                  | [ 78 ] [ 79 ]               |
|         | Peștera râului subteran St.Pauls (în engleză St.Pauls Underground River Cave)                                        | Asia                      | Filipine                    | 24,0         | 10°11′57.45″N 118°55′34.46″E / 10.1992917°N 118.9262389°E |                   | Parcul Național al râului subteran Puerto Princesa | [ 80 ]                      |
|         | Peștera Krem Liat Prah (în hindi କ୍ରେମ ଲିଆଟ ପ୍ରାହ, transliterat: Krema liata praha)                                       | Asia                      | India                       | 31,070       | 25°22′27″N 92°32′17″E / 25.37404°N 92.53816°E             |                   | –                                                  | [ 81 ]                      |
|         | Sistemul carstic Luweng Jaran (în engleză Luweng Jaran system)                                                       | Asia                      | Indonezia                   | 18,200       | 8°13′03″S 111°00′23″E / 8.21758°S 111.00625°E             |                   | –                                                  | [ 82 ]                      |
|         | Peștera Al-Fahda (în engleză Al-Fahda cave)                                                                          | Asia                      | Iordania                    | 0,924        | 18°25′34″N 7°37′19″E / 18.426°N 7.622°E                   |                   | –                                                  | [ 83 ]                      |
|         | Kuna Kamtiar (în engleză Kuna Kamtiar)                                                                               | Asia                      | Irak                        | 5,060        | 35°21′30.5″N 45°01′26.7″E / 35.358472°N 45.024083°E       |                   | –                                                  | [ 1 ]                       |
|         | Peștera Katlekhor (în persană غار کتله‌خور, transliterat: Ghar katletkhor)                                            | Asia                      | Iran                        | 12,860       | 35°50′08″N 48°09′42″E / 35.83556°N 48.16167°E             |                   | –                                                  | [ 84 ]                      |
|         | Peștera Malaham (în ebraică מערת מלח"ם, transliterat: Ma'aret milch"m)                                               | Asia                      | Israel                      | 10           | 31°07′19″N 35°23′00″E / 31.12194°N 35.38333°E             | –                 | –                                                  | [ 85 ]                      |
|         | Peștera Akka (Akkadō) (în japoneză 安家洞, transliterat: Ānjiā dòng)                                                 | Asia                      | Japonia                     | 23,702       | 39°59′1.1″N 141°44′10.05″E / 39.983639°N 141.7361250°E    |                   | –                                                  | [ 86 ]                      |
|         | Peștera Uluchar (în engleză Uluchar cave)                                                                            | Asia                      | Kazahstan                   | 1,500        | 42°03′15.69″N 70°05′49.01″E / 42.0543583°N 70.0969472°E   |                   | –                                                  | [ 87 ] [ 88 ]               |
|         | Peștera Nam Dôn (în engleză Nam Dôn cave system)                                                                     | Asia                      | Laos                        | 42,0         | 17°33′45″N 104°52′47″E / 17.56250°N 104.87972°E           |                   | –                                                  | [ 89 ]                      |
|         | Grota Jeita (în arabă مغارة جعيتاMagharat jaeita)                                                                    | Asia                      | Liban                       | 10,050       | 33°56′38″N 35°38′39″E / 33.9439055°N 35.6441077°E         |                   | –                                                  | [ 90 ]                      |
|         | Peștera Gua Air Jernih, Sistemul carstic Clearwater (în engleză Clearwater Cave System)                              | Asia                      | Malaysia                    | 255,934      | 4°03′55″N 114°49′54″E / 4.06529°N 114.83176°E             | 1978              | Parcul Național Gunung Mulu                        | [ 1 ]                       |
|         | Peștera Taliin (în engleză Taliin Cave)                                                                              | Asia                      | Mongolia                    | 0,240        | 45°35′25″N 114°30′02″E / 45.59028°N 114.50056°E           |                   | –                                                  | [ 91 ]                      |
|         | Peștera Som Hein (în engleză Som Hein cave)                                                                          | Asia                      | Myanmar                     | 11,000       | 21°01′42″N 100°07′12″E / 21.02833°N 100.12000°E           | –                 | –                                                  | [ 92 ]                      |
|         | Peștera Gupteshwar (în nepaleză गुप्तेश्वर गुफा, transliterat: Gupteshvar gupha)                                           | Asia                      | Nepal                       | 2,057        | 28°11′22″N 83°57′28″E / 28.189552°N 83.957847°E           |                   | –                                                  | [ 93 ]                      |
|         | Peștera Al-Hota (în arabă كهف الهوتة, transliterat: Kahf alhuta)                                                     | Asia                      | Oman                        | 4,5          | 23°04′55″N 57°21′17″E / 23.081944°N 57.354722°E           |                   | –                                                  | [ 94 ]                      |
|         | Peștera Pir Ghaib Gharr Gharra (în engleză Pir Ghaib Gharr Gharra)                                                   | Asia                      | Pakistan                    | 1,275        | 29°45′36″N 67°17′24″E / 29.76000°N 67.29000°E             |                   | –                                                  | [ 95 ]                      |
|         | Peștera Rangkulskaya (în engleză Rangkulskaya cave)                                                                  | Asia                      | Tadjikistan                 | 2,050        | 38°26′02″N 74°18′23″E / 38.433930°N 74.306490°E           |                   | –                                                  | [ 96 ]                      |
|         | Peștera Phra Wang Daeng (în thailandeză ถ้ำพระวังแดง, transliterat T̄ĥả phra wạng dæng)                                 | Asia                      | Thailanda                   | 13,789       | 16°40′43″N 100°41′15″E / 16.6785254°N 100.687444°E        |                   | –                                                  | [ 97 ]                      |
|         | Peștera Pınargözü (în turcă Pınargözü Mağarası)                                                                      | Asia                      | Turcia                      | 16,0         | 37°41′48″N 31°18′27″E / 37.69667°N 31.30750°E             |                   | –                                                  | [ 1 ] [ 2 ] [ 98 ]          |
|         | Peștera Kap-Kutan (în turkmenă Кап-Кутан, transliterat: Kap-Kutan)                                                   | Asia                      | Turkmenistan                | 57,0         | 37°44′00″N 66°26′00″E / 37.73333°N 66.43333°E             |                   | –                                                  | [ 1 ] [ 2 ]                 |
|         | Peștera Steaua Neagră (în engleză Dark Star)                                                                         | Asia                      | Uzbekistan                  | 17,400       | 38°23′47″N 67°17′13″E / 38.396389°N 67.286944°E           | 1984              | –                                                  | [ 99 ]                      |
|         | Sistemul carstic Hang Khe Ry (în engleză Hang Khe Ry cave system)                                                    | Asia                      | Vietnam                     | 18,920       | 17°34′52″N 106°16′59″E / 17.5812°N 106.2830°E             |                   | –                                                  | [ 1 ] [ 2 ]                 |
|         | Peștera Giniba (în engleză Giniba cave)                                                                              | Asia                      | Yemen                       | 13,5         | 12°26′07″N 53°56′21″E / 12.43528°N 53.93917°E             |                   | –                                                  | [ 100 ] [ 101 ] [ 102 ]     |
|         | Peștera Lengarices (în engleză Lengarices system)                                                                    | Europa                    | Albania                     | 12,7         | 40°14′40″N 20°25′56″E / 40.24431°N 20.43213°E             | 2023              | –                                                  | [ 1 ] [ 2 ]                 |
|         | Sistemul de peșteri Schönberg (în germană Schönberg-Höhlensystem)                                                    | Europa                    | Austria                     | 156,942      | 47°42′06″N 13°46′20″E / 47.701528°N 13.772333°E           | 1976              | –                                                  | [ 17 ] [ 18 ]               |
|         | Grotele Han (în franceză Grottes de Han)                                                                             | Europa                    | Belgia                      | 10,693       | 50°07′14″N 5°11′32″E / 50.1206388°N 5.1921683°E           | –                 | –                                                  | [ 1 ] [ 2 ]                 |
|         | Peștera Govještica (în bosniacă Govještica)                                                                          | Europa                    | Bosnia și Herțegovina       | 9,870        | 43°46′31″N 18°53′23″E / 43.77528°N 18.88972°E             | –                 | –                                                  | :32                         |
|         | Peștera Duhlata (în bulgară Духлата, transliterat: Duhlata)                                                          | Europa                    | Bulgaria                    | 18,200       | 42°29′48″N 23°11′46″E / 42.4966087°N 23.1961941°E         | –                 | –                                                  | [ 104 ]                     |
|         | Peștera Amatérská (în cehă Amatérská jeskyně)                                                                        | Europa                    | Cehia                       | 39,146       | 49°22′43″N 16°43′42″E / 49.3785997°N 16.7284358°E         | –                 | –                                                  | [ 1 ] [ 2 ]                 |
|         | Sistemul carstic Crnopac (Kita Gaćešina) (în germană Jamski sustav Crnopac)                                          | Europa                    | Croația                     | 63,746       | 44°15′00″N 15°51′00″E / 44.25000°N 15.85000°E             | –                 | –                                                  | [ 105 ]                     |
|         | Peștera Golfului (în engleză Cove cave)                                                                              | Europa                    | Danemarca · (Groenlanda)    | 0,103        | 80°14′48″N 21°57′22″V / 80.24667°N 21.95611°V             | –                 | –                                                  | [ 106 ]                     |
|         | Sistemul carstic Hölloch (în germană Hölloch)                                                                        | Europa                    | Elveția                     | 209,597      | 46°58′36″N 8°47′18″E / 46.976670°N 8.788330°E             | 1875              | –                                                  | [ 1 ] [ 2 ]                 |
|         | Peștera Torhola (în finlandeză Torholan luola)                                                                       | Europa                    | Finlanda                    | 0,107        | 60°09′43″N 24°09′43″E / 60.16202°N 24.16202°E             | –                 | –                                                  | [ 107 ]                     |
|         | Rețeaua carstică Félix Trombe - Henne Morte (în franceză Réseau Félix Trombe - Henne Morte)                          | Europa                    | Franța                      | 127,521      | 42°58′21″N 0°51′59″E / 42.97250°N 0.86639°E               | 1908              | –                                                  | [ 22 ]                      |
|         | Peștera Abisul înzăpezit (în georgiană თოვლიანი უფსკრული, transliterat: Tovliani upsk’ruli)                          | Europa                    | Georgia                     | 24,080       | 43°15′53″N 40°43′06″E / 43.26472°N 40.71833°E             | –                 | –                                                  | [ 108 ]                     |
|         | Peștera Riesending (în germană Riesending-Schachthöhle)                                                              | Europa                    | Germania                    | 26,7         | 47°41′49″N 12°59′5″E / 47.69694°N 12.98472°E              | –                 | –                                                  | [ 109 ] [ 110 ]             |
|         | Peștera Glyfáda din Diros (în greacă Σπήλαιο Γλυφάδα Διρού, transliterat: Spílaio Glyfáda Diroú)                     | Europa                    | Grecia                      | 15,400       | 36°38′18″N 22°22′50″E / 36.63836°N 22.38066°E             | –                 | –                                                  | [ 111 ]                     |
|         | Pasajul carstic Pollnagollum–Poulelva (în engleză Pollnagollum–Poulelva)                                             | Europa                    | Irlanda                     | 16,0         | 53°04′38″N 9°15′05″W / 53.07716°N 9.25136°V               | –                 | –                                                  | [ 112 ]                     |
|         | Peștera Laufbalavatn (în islandeză Laufbalavatn)                                                                     | Europa                    | Islanda                     | 5,013        | 63°54′41″N 19°22′42″W / 63.91130°N 19.37835°V             | –                 | –                                                  | [ 113 ]                     |
|         | Complexul carstic Monte Canin (în italiană Complesso del Monte Canin)                                                | Europa                    | Italia                      | 83,800       | 46°22′39″N 13°25′46″E / 46.37739°N 13.42947°E             | –                 | –                                                  | [ 1 ] [ 2 ] [ 114 ] [ 115 ] |
|         | Peștera Cheilor Mari (în albaneză Shpella e Grykës së Madhe)                                                         | Europa                    | Kosovo                      | 8,036        | 42°39′54″N 20°13′52″E / 42.66500°N 20.23111°E             | –                 | –                                                  | [ 116 ]                     |
|         | Peșterile de nisip Riežupe (în letonă Riežupes smilšu alas)                                                          | Europa                    | Letonia                     | 0,460        | 57°00′25″N 21°59′14″E / 57.00694°N 21.98722°E             | –                 | –                                                  | [ 117 ]                     |
|         | Peștera Vacilor (Karvės Ola) (în lituaniană Karvės Ola)                                                              | Europa                    | Lituania                    | 0,046        | 56°12′24″N 24°41′40″E / 56.206742°N 24.694461°E           | –                 | –                                                  | [ 118 ]                     |
|         | Peștera izvorului Slatinski [în macedoneană Слатински Извор (пештера), transliterat: Slatinski Izvor (peštera)]      | Europa                    | Macedonia de Nord           | 3,932        | 41°34′48″N 21°12′48″E / 41.58000°N 21.21333°E             | –                 | –                                                  | [ 119 ]                     |
|         | Peștera Emil Racoviță                                                                                                | Europa                    | Moldova                     | 92,080       | 48°16′48″N 26°38′01″E / 48.2801152°N 26.6335117°E         | –                 | –                                                  | [ 1 ]                       |
|         | Peștera Djalovic (în sârbă Ђаловића пећина, cu alfabetul latin: Đalovića pećina)                                     | Europa                    | Muntenegru                  | 17,500       | 43°04′21″N 19°55′14″E / 43.0726346°N 19.9205968°E         | –                 | –                                                  | [ 120 ]                     |
|         | Tjoarvekrajgge (în norvegiană Tjoarvekrajgge)                                                                        | Europa                    | Norvegia                    | 25,167       | 67°36′35″N 15°41′31″E / 67.60972°N 15.69194°E             | –                 | –                                                  | [ 121 ]                     |
|         | Marea Peșteră de Zăpadă (în poloneză Jaskinia Wielka Śnieżna)                                                        | Europa                    | Polonia                     | 23,723       | 49°14′24″N 19°55′23″E / 49.24000°N 19.92306°E             | –                 | –                                                  | [ 122 ]                     |
|         | Peștera izvorului Almonda (în portugheză Gruta da Nascente do Almonda)                                               | Europa                    | Portugalia                  | 14           | 39°30′17″N 8°36′58″V / 39.50472°N 8.61611°V               | –                 | –                                                  | [ 1 ] [ 2 ]                 |
|         | Sistemul carstic Three Counties (în engleză Three Counties System)                                                   | Europa                    | Regatul Unit                | 86,619       | 54°12′25″N 2°30′23″W / 54.20699°N 2.506452°V              | 1966              | –                                                  | [ 123 ]                     |
|         | Peștera Vântului | Europa                    | România                     | 52           | 46°56′21″N 22°32′37″E / 46.9392°N 22.5436°E               | –                 | Aria Naturală Protejată Peștera Vântului           | [ 124 ]                     |
|         | Peștera Botovskaia (în rusă Ботовская пещера, transliterat: Botovskaia peșcera)                                      | Europa                    | Rusia                       | 70,414       | 55°18′31″N 105°20′36″E / 55.3086°N 105.3434°E             | –                 | –                                                  | [ 125 ]                     |
|         | Peștera lui Lazăr (în sârbă Лазарева пећина, cu alfabetul latin: Lazareva pećina)                                    | Europa                    | Serbia                      | 9,818        | 44°01′45″N 21°57′46″E / 44.0293°N 21.9627°E               | –                 | –                                                  | [ 126 ]                     |
|         | Sistemul de peșteri Demänovská (în cehă Demänovský jeskynní systém)                                                  | Europa                    | Slovacia                    | 43,036       | 49°0′18″N 19°35′13″E / 49.00500°N 19.58694°E              | –                 | –                                                  | [ 1 ]                       |
|         | Sistemul carstic Migovec (în slovenă Sistem Migovec)                                                                 | Europa                    | Slovenia                    | 45,329       | 46°15′07″N 13°45′50″E / 46.25194°N 13.76389°E             | –                 | Parcul Național Triglav                            | [ 127 ]                     |
|         | Sistemul carstic Alto del Tejuelo (în spaniolă Sistema Alto del Tejuelo)                                             | Europa                    | Spania                      | 210,0        | 43°15′11″N 3°40′51″W / 43.25306°N 3.68079°V               | 1965              | –                                                  | [ 16 ]                      |
|         | Peștera de Corali (în suedeză Korallgrottan)                                                                         | Europa                    | Suedia                      | 5,0          | 64°53′19″N 14°06′39″E / 64.888684°N 14.110749°E           | –                 | Rezervația Naturală Peștera Coralilor              | [ 128 ]                     |
|         | Peștera Optîmistîcina (în ucraineană Оптимістична печера, transliterat: Optîmistîcina pecera)                        | Europa                    | Ucraina                     | 264,576      | 48°44′06″N 25°58′26″E / 48.73494°N 25.97379°E             | –                 | –                                                  | [ 1 ] [ 2 ]                 |
|         | Sistemul de peșteri din Valea Pál (în maghiară Pál-völgyi-barlangrendszer)                                           | Europa                    | Ungaria                     | 31,0         | 47°31′58″N 19°00′54″E / 47.5329°N 19.015°E                | –                 | –                                                  | [ 129 ]                     |
|         | Peștera Bullita (în engleză Bullita Cave)                                                                            | Oceania                   | Australia                   | 123,0        | 16°03′48″S 130°23′00″E / 16.06333°S 130.38333°E           | 1990              | Parcul Național Judbarra                           | [ 1 ] [ 2 ]                 |
|         | Peștera Bulmer (în engleză Bulmer Cavern)                                                                            | Oceania                   | Noua Zeelandă               | 74,319       | 41°33′30″S 172°31′08″E / 41.5583°S 172.5188°E             | 1984              | –                                                  | [ 130 ]                     |
|         | Mamo Kananda (în engleză Mamo Kananda)                                                                               | Oceania                   | Papua Noua Guinee           | 54,800       | 5°36′36″S 142°19′53″E / 5.6100°S 142.3314°E               | –                 | –                                                  | [ 1 ]                       |
|         | La'auoleola (în engleză La'auoleola)                                                                                 | Oceania                   | Samoa                       | 5,047        | 13°32′11″S 172°31′45″W / 13.53652°S 172.52919°V           |                   | –                                                  | [ 1 ]                       |
|         | Kafae Aven (în engleză Kafae Aven)                                                                                   | Oceania                   | Vanuatu                     | 3,702        | 15°32′21″S 167°00′51″E / 15.53917°S 167.01417°E           | –                 | –                                                  | [ 131 ]                     |